# یانیک دیاز پوپو
یانیک دیاز پوپو (به پرتغالی: Yannick Dias Pupo) هافبک اهل برزیل است که در شهر سائوپائولو و در تاریخ ۱۷ ژوئن ۱۹۸۸ به دنیا آمده‌است.
یانیک دیاز پوپو در تیم‌های فوتبال باشگاه فوتبال اسپورتینگ پرتغال سابقهٔ حضور دارد.